# ارتش دوم (ورماخت)
ارتش دوم (به آلمانی: 2. Armee Oberkommando) یکی از ارتش‌های میدانی نیروی زمینی آلمان در دوره رایش سوم بود که در جنگ جهانی دوم به عملیات پرداخت.

## تاریخچه عملیاتی

### شوروی
ارتش دوم در جریان نبرد مسکو، در منتهی الیه جناح جنوبی گروه ارتش مرکز، بیشتر ماه اکتبر سال ۱۹۴۱ را در حال حمله به سمت شهر کورسک بود. این ارتش در نهایت روز ۱ نوامبر خود را به دروازه کورسک رساند و در حال آماده‌سازی برای تهاجم به آن بود. این شهر پس از یک نبرد شدید خانه‌به‌خانه به تصرف درآمد. بلافاصله پس از تصرف کورسک، با وجود فرسودگی نیروها، فرماندهی عالی نیروی زمینی آلمان هدف بعدی را این بار وورونژ در ۲۰۰ کیلومتری شرق دانست. ارتش دوم روز ۳ نوامبر گزارش نمود هیچ جاده‌ای در شرق کورسک با سطحی سفت وجود ندارد و پیشروی بیشتر غیر ممکن است. ارتشبد فن وایخس خواهان قرار گرفتن نیروهایش در مواضع زمستانی بود.

## فرماندهان
- فدر فن بک
- ماکسیمیلیان فن وایخس
- رودولف اشمیت
- هانس فن زالموت
- والتر وایس
- دیتریش فن زاوکن